# Dean Geyer
Dean Geyer (Joanesburgo, 20 de março de 1986) é um cantor e ator sul-africano que foi um dos finalistas no programa de jovens talentos Australian Idol 2006, e terminou em terceiro lugar na competição.
Nas últimas semanas do programa Dean foi selecionado por Mark Holden, e anteriormente pelo juiz do “Australian Idol”, Ian Dickson como um de seus favoritos à ganhar a competição.
Em 2006, Dean fechou um contrato com a gravadora SonyBMG junto com sua companheira, Jessica Mauboy.
Em 5 de maio de 2007 If You Don't Mean It (coescrito por Chris Braidle) foi lançado como o primeiro single do álbum de Geyer, “Rush” que foi liberado em 26 de maio de 2007.
Em 2012 entrou na Serie Glee como Brody Weston, Interesse romântico de Rachel na 4 temporada.

## Biografia
Geyer nasceu em Joanesburgo, África do Sul, o mais velho de três crianças (Jess e Tatum) e seus pais Debbie e Keith. Mudou - se para Melbourne, Austrália, quando tinha 15 anos, deixando a maioria de sua família para trás. Dean estudou na escola de Melbourne, uma escola que seleciona somente meninos; terminou “Victorian Certificate of Education” de MHS em 2004, mas não perseguiu uma instrução mais elevada.
O interesse de Dean pela música começou cedo em sua infância. Aprendeu a tocar violão e escreveu sua primeira canção “Change”, que foi baseada em sua mudança da África do Sul para Austrália. Em sua audição no Australian Idol, tocou uma canção feita por ele mesmo, chamada “Nice to Meet You”.

## Competição em Kool Skools - Melbourne
Em 2004, Dean Geyer deu forma a uma faixa chamada “Third Edge” e gravou sua música original no estúdio 52, permitido que sua faixa fosse executada na noite de apresentações da Kool Skools, mas infelizmente, “Third Edge” recebeu somente uma indicação.

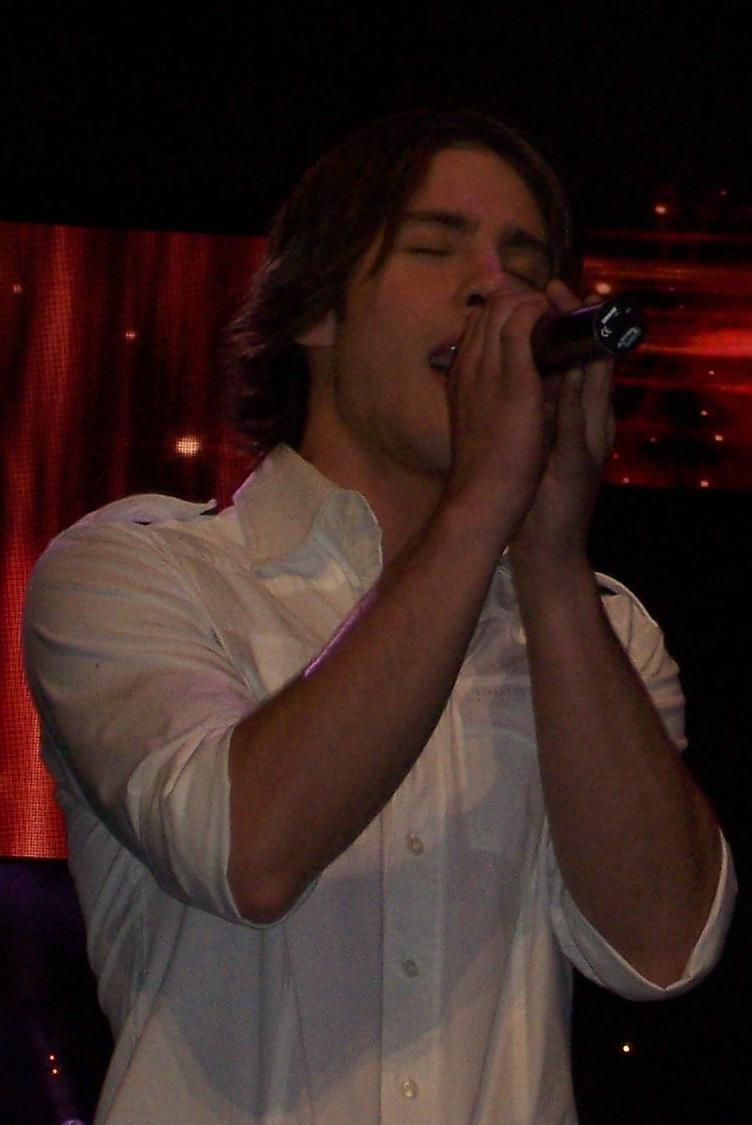

Kool Skools é uma gravação emocionante e projetam-se em varias mídias para estudantes do secundário. Kool Skools promove, desenvolve e suporta escala diversa de talentos e todos os gêneros da escrita e do desempenho contemporâneo da música. Cada escola ou projeto começam trabalhar dentro de um estúdio profissional em Melbourne ou em Sydney, gravando um álbum da música original por suas próprias faixas da escola. Cada projeto recebe 500 CD que contêm suas próprias músicas, vídeos, gráficos e álbuns de foto virtual.
Estrelas e artistas que foram primeiramente apresentados no Kool Skools incluem: Delta Goodrem, Missy Higgins, The White Room, Anthony Calea, The Sparrows, Casey Donovan, Simon Bruce, Cat Empire, Brianna Lee, Axle Whitehead, FYNA e Jason Resch de Menace que tinha acabado de ser contratado por Xenomania, no Reino Unido - detalhes em breve, e é claro, o próprio Dean Geyer.

## Australian Idol
Depois de tantas experiências no cenário musical, Geyer se apresentou, concorrendo para a 4ª temporada do programa "Australian Idol" na sua cidade natal, Melbourne. Depois de cantar a música "Walking in Memphis" de Marc Cohn, Geyer tocou um pedaço de sua composição chamada "Nice to Meet You". Essa música foi elogiada pelos três jurados, que unanimemente votaram em mandá-lo diretamente para o Top 100.
Geyer foi o primeiro competidor que foi oficialmente aceito pelo Idol e que foi parar no Top 100. Devido as mudanças nas regras do Idol, foi permitido a Geyer um acompanhamento de guitarra nas suas apresentações. Em 17 de outubro de 2006, Geyer se tornou a primeira pessoa na história do mundo "Idol" a ser permitido cantar sua composição original, "Change", durante um "Up Close and Personal (Mais perto e pessoal) show".
Durante as rodadas que aconteceram em Sydney, onde o Top 100 foi reduzido ao Top 24, Geyer sobreviveu para participar da próxima fase. No segundo dia do processo de seleção, Geyer foi colocado num grupo juntamente com Chris Murphy (irmão de uma participante do "Australian  Idol 2", Courtney Murphy). Eles escolheram cantar o hit "Beautiful Day" da banda U2. Os dois passaram para a próxima rodada com grande aprovação dos jurados.
No dia 28 de maio, Geyer foi o segundo participante a ser votado entre o Top 12.
O desempenho de Geyer na música "On the way dowm", de Ryan Cabrera, no dia 15 de outubro recebeu um "não" do jurado Mark Holden. Seu 8º desempenho de "Turn the beat around" incluiu uma cambalhota de Dean para fora do palco e um mortal no final de sua  apresentação.
Em 12 de novembro, Dean recebeu um segundo "não" de Mark Holden depois da apresentação da música de Edwin McCain's, "I'll Be". Mark também disse que essa performance foi um hit número-um. Mesmo com isso, Geyer foi eliminado do programa no dia 13 de novembro, depois de receber o menor número de votos dos telespectadores.

## Pós Idol
Dean Geyer, junto com a segunda colocada do Idol, Jessica Mauboy, assinaram contrato com a gravadora Sony BMG e é esperado que ambos lancem o CD de estreia ainda esse ano. O álbum "Rush" foi gravado no início de fevereiro, e lançado em 26 de maio, acompanhado de um boato de uma turnê nacional. Originalmente, foi esperado que ele acompanhasse o grupo Young Divas, mas recentemente foi confirmado que ele fará alguns shows e aparições em lojas para o lançamento de seu single.
Dean competiu no "Celebrity Grand Prix" em Melbourne entre os dias 15 e 18 de março de 2007, onde ele tocou seu novo single ao vivo.
Seu single de lançamento foi confirmado ser "If you don't mean it". A música que foi coescrita pelo compositor britânico Chris Braide foi lançado primeiramente nas estações de rádio australianas em 5 de abril de 2007, com o lançamento oficial no dia 5 de maio. O álbum de estreia de Dean Geyer, "Rush", foi lançado dia 26 de maio. Ele é ex noivo de Lisa Origliasso, do mundialmente conhecido grupo The Veronicas.

## Discografia

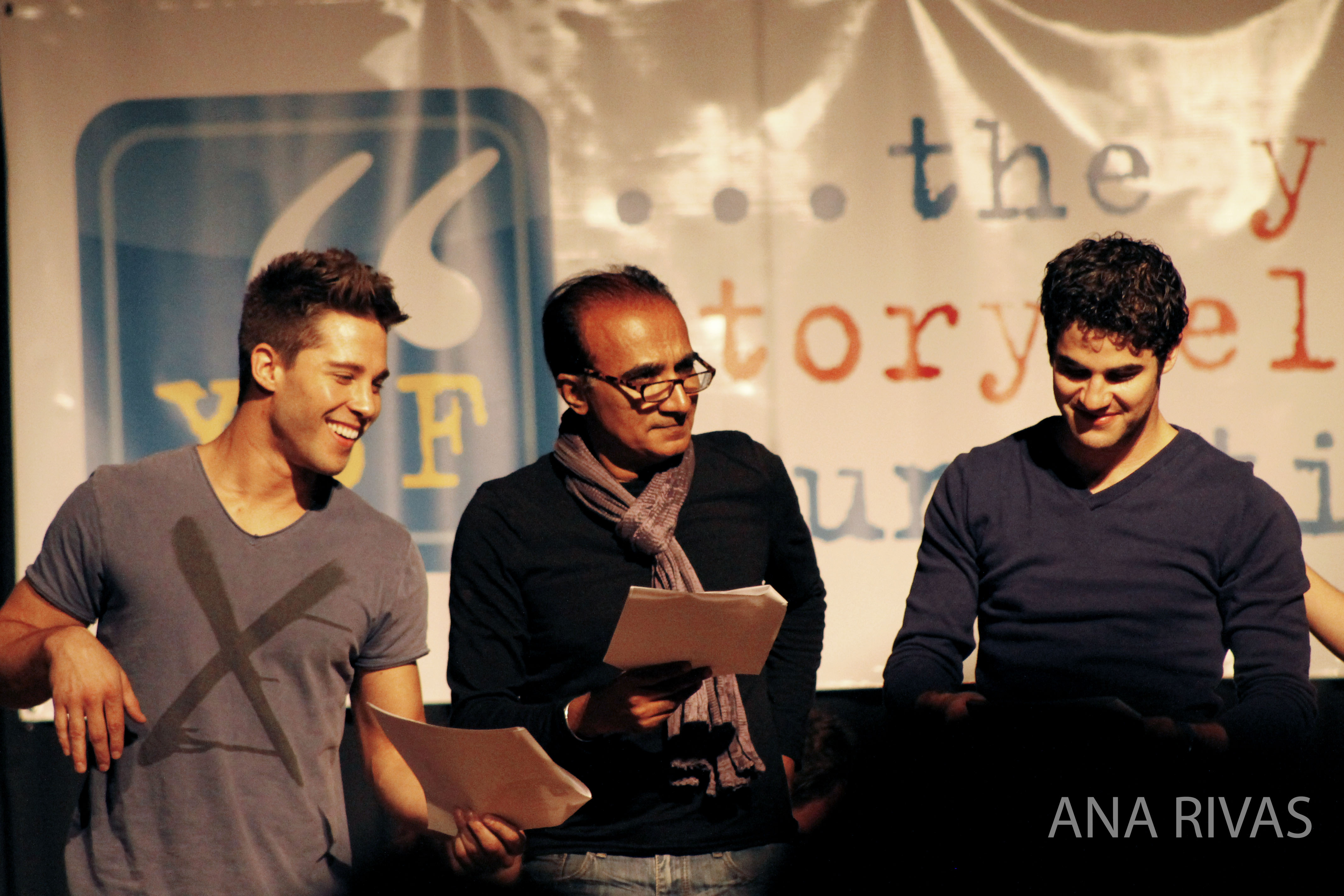
Dean Geyer, Iqbal Theba, Darren Criss. Atores de Glee em uma sessão.

### Álbuns
| Rush - Lançado: 26 de maio, 2007 - Posição: #7 (Austrália) - Singles: - "If You Don't Mean It" (Maio, 2007) |

### Singles
| Ano  | Música                 | Austrália | Álbum |
| ---- | ---------------------- | --------- | ----- |
| 2007 | "If You Don't Mean It" | 10        | Rush  |

### Solos em Glee
| "Solos em Glee"              | "Solos em Glee"         | "Solos em Glee"  | "Solos em Glee"      | "Solos em Glee" |
| Nome da canção               | Versão original         | Episódio         | Canta com:           | temporada       |
| ---------------------------- | ----------------------- | ---------------- | -------------------- | --------------- |
| "Sister Christian"           | Night Ranger            | The New Rachel   | Solo                 | 4ª temporada    |
| "A Change Would Do You Good" | Sheryl Crow             | Makeover         | Rachel (Lea Michele) | 4ª temporada    |
| "Give Your Heart a Break"    | Demi Lovato             | The Break Up     | Rachel (Lea Michele) | 4ª temporada    |
| "How To Be A Heartbreaker"   | Marina and the Diamonds | Feud             | Rachel (Lea Michele) | 4ª temporada    |
| "Creep"                      | Radiohead               | Guilty Pleasures | Rachel (Lea Michele) | 4ª temporada    |

## Atuações
Papeis em filmes
| Ano  | Título                          | Personagem |
| 2011 | Never Back Down 2: The Beatdown | Mike       |

Papeis na televisão
| Ano       | Série         | Personagem    | Notas               |
| 2008–2009 | Neighbours    | Ty Harper     | 244 Episódios       |
| 2011      | Terra Nova    | Mark Reynolds | Recorrente          |
| 2011      | Single Ladies | Gabe          | Episódios 1.8 e 1.9 |
| 2012-2014 | Glee          | Brody Weston  | 4ª Temporada        |

## Influências musicais
Na página do myspace de Dean, mostra a lista de seus interesses musicais incluindo o Bon Jovi, Creed, Nickelback, Hoobastank, Goo Goo Dolls, Incubus, Lifehouse, Vertical Horizon, Switchfoot, Kelly Clarkson, Justin Timberlake, Teddy Geiger, Gavin DeGraw, Fuel, Rob Thomas, Tonic, Thornley, Theory of a Deadman, The Police, U2, Matchbox 20 e Ryan Cabrera. Indicando uma vez seus dois ídolos da música, Bon Jovi e Marc Cohn.

## Entrevista com Christian
Em uma entrevista no programa Christian30 Countdown (contagem regressiva), Geyer compartilhou de uma opinião própria que o cristianismo estava se tornando lentamente popular, essa geração aceita Jesus do que seus precedentes, consultando os eventos bem atendidos da juventude tais como a Youth Alive e o Planetshakers. Disse que mesmo que alguns de seus amigos nunca fossem à igreja, souberam sobre Hillsong.

## Desempenho no Programa “Australian Idol”
- Melbourne Audição - "Nice To Meet You" de Dean Geyer (composição original)
- Desempenho em Grupo - "Beautiful Day" deU2
- Desempenho Solo - "On the Way Down" de Ryan Cabrera
- Top 24: Semi-Finalistas (Grupo 1) - "If You Could Only See" de Tonic
- Top 12: Escolha do Contesto - "For You I Will (Confidence)" de Teddy Geiger
- Top 11: Noite do Rock - "Shimmer" de Fuel
- Top 10: #1 Hits - "Iris" de Goo Goo Dolls
- Top 9: Canções do Ano de Nascimento - "You Give Love a Bad Name" de Bon Jovi
- Top 8: Disco Hits - "Turn the Beat Around" de Gloria Estefan
- Top 7: Acústico - "On the Way Down" de Ryan Cabrera
- Top 7: Especial - "Change" de Dean Geyer (composição original)
- Top 6: Balanço do Rock - "Mustang Sally" de The Commitments
- Top 5: ARIA Salão da Fama - "Everytime You Cry" de John Farnham & Human Nature
- Top 4: Escolha da Audiência  - "Dare You to Move" de Switchfoot
- Top 4: Escolha da Audiência  - "Savin’ Me" de Nickelback
- Top 3: Escolha de Dean - "I'll Be" de Edwin McCain
- Top 3: Escolha do Jurado - "Waiting On the World to Change" de John Mayer

## Prémios
- TREV Awards (Tertiary Recreation Entertainment Victoria) -  O melhor acústico  - James Dean (Faixa de Dean Geyer)
- Dean Geyer ficou em segundo como o garoto mais quente da televisão na votação dos leitores australianos da semana na tv, junto com o companheiro africano Paul O'Brien, que ficou em primeiro lugar.
- Geyer estava no “Hottie masculino de 2006” listas em POPrepublic.tv, vindo em segundo Nick Lachey.